# Imoen
Imoen è un personaggio della saga della Stirpe di Bhaal nei Forgotten Realms (una delle ambientazioni di Dungeons & Dragons) e, di conseguenza, della celebre saga di videogiochi di ruolo Baldur's Gate; rappresenta una vecchia amica d'infanzia del protagonista.
La saga della Stirpe di Bhaal è narrata nella serie di videogiochi di ruolo Baldur's Gate della Black Isle Studios. Imoen appare nei primi due episodi: "Baldur's Gate" (e la sua espansione "Tales of the Swoard Coast") e "Baldur's Gate II: Shadows of Amn" (e la sua espansione "Throne of Bhaal"). Viene definita "un'eterna ragazzina", dal momento che i suoi modi di fare sono giocosi ed innocenti, ma non è una sprovveduta e in situazioni di pericolo dimostra di avere coraggio da vendere. È molto attaccata al protagonista; i due sono infatti amici d'infanzia, cresciuti assieme nella biblioteca fortificata di Candlekeep. È una ladra provetta, quasi cleptomane, ma non ruba per cattiveria, più per gioco.

## Storia
Imoen ed il personaggio principale della saga si incontrano da ragazzi a Candlekeep, e stringono immediatamente una forte amicizia. Entrambi sono orfani ma mentre il protagonista viene "adottato" da Gorion, un mago tanto potente quanto taciturno, Imoen viene affidata al locandiere di Candlekeep, Winthrop, o come lei lo chiama "Puff-Guts". Mentre il protagonista e Gorion partono da Candlekeep per trovare un luogo sicuro in cui rifugiarsi, Imoen fugge via dalle mura e li segue, assistendo così all'assassinio di Gorion da parte di Sarevok, uno dei figli di Bhaal più forti. Da lì si mette in viaggio con il protagonista e lo aiuta a fronteggiare tutte le avversità che incontreranno nel cammino, e nel frattempo abbandonerà le arti ladresche per imparare le arti arcane della magia. Riusciranno infine ad uccidere Sarevok, e a salvare la Costa della Spada dalla guerra.
Il loro riposo però è molto breve, poiché vengono catturati da Jon Irenicus (all'inizio di Baldur's Gate 2), e dopo la loro rocambolesca fuga intrapresa insieme a Minsc, Jaheira e Yoshimo, Imoen viene imprigionata insieme allo stesso Irenicus dagli Stregoni Incappucciati, con l'accusa di uso improprio della magia. Il personaggio principale si mobiliterà tra le trame di Athkatla per salvare la sua migliore amica, e si scontrerà più volte con Irenicus e sua sorella Bodhi, una vampira. Irenicus e Bodhi rubano le anime dei due per acquisire il loro potere, e si verrà a scoprire che anche Imoen, come il protagonista, è una figlia di Bhaal. Imoen ucciderà definitivamente Bodhi nella sua tana e riconquisterà la sua anima, per poi tornare ad aiutare di nuovo il suo ritrovato fratello a sconfiggere una volta per tutte Irenicus.
Dopo la morte degli ultimi 5 figli di Bhaal e Amelyssan, Imoen ormai diventata un'arcimaga di tutto rispetto, inizia a frequentare la compagnia di Elminster e Khelben "Blackstaff" Arunsun, per poi fondare una propria gilda di ladri a Neverwinter.

## Caratteristiche
- Razza: Umano
- Classe: Mago/Ladro
- Allineamento: Neutrale Buono

Inizialmente era solo una ladra, ma nella timeline scelta dagli sviluppatori del gioco per Baldur's Gate II si è specializzata anche nell'arte della magia, unica abilità verso la quale può ora avanzare. Inoltre, all'inizio Imoen è dotata di una cintura impossibile da rimuovere. La descrizione dell'oggetto asserisce che lei non ricorda dove e quando abbia ottenuto la cintura e che nonostante tutti i suoi sforzi e tutti i suoi incantesimi non riesce a rimuoverla. Più avanti nel gioco sparirà senza preavviso né spiegazioni; si tratta in realtà di un oggetto la cui presenza, verificata dal codice del gioco, attiva nelle primissime fasi del gioco un particolare script se alcune condizioni particolari dovessero verificarsi, che serve a mandare avanti la trama.